# Trilogia di Thrawn
La trilogia di Thrawn (in inglese Thrawn trilogy, nota anche come Heir to the Empire trilogy) è una serie di romanzi di fantascienza scritta da Timothy Zahn, pubblicata da Bantam Spectra e facente parte dell'Universo espanso di Guerre stellari. I romanzi che la compongono sono: L'erede dell'Impero (1991), Sfida alla Nuova Repubblica (1992) e L'ultima missione (1993). È stata pubblicata in italiano per la prima volta dal 1993 al 1995 da Sperling & Kupfer.
La trilogia si svolge nel 9 ABY, circa cinque anni dopo gli eventi de Il ritorno dello Jedi nel periodo della Nuova Repubblica. La galassia è in preda ad una guerra civile tra la Nuova Repubblica e i resti dell'Impero Galattico. La Nuova Repubblica ha ottenuto vittorie importanti e ha raggiunto una certa stabilità, ma tra le forze imperiali è emerso un nuovo e formidabile leader: il grand'ammiraglio Thrawn. Un'altra minaccia incombe intanto su Luke Skywalker nella forma del Jedi oscuro Joruus C'baoth; mentre Leila Organa e Ian Solo sono sposati e stanno aspettando due gemelli. Accanto ai vecchi personaggi della serie la trilogia di Thrawn introduce anche diverse figure nuove, tra cui l'agente imperiale Mara Jade, il contrabbandiere Talon Karrde e lo stesso Thrawn, che sono diventate centrali nell'Universo espanso.
Insieme al fumetto Il lato oscuro della Forza, la trilogia di Thrawn è stata l'opera che ha rilanciato il franchise di Guerre stellari dopo la conclusione della trilogia originale e che ha aperto le porte alla creazione dell'Universo espanso, una narrazione multimediale coerente e coordinata. La trilogia è stata accolta con il plauso della critica e ha venduto un totale di 15 milioni di copie, con L'erede dell'Impero che ha raggiunto il primo posto nell'elenco dei best seller del New York Times. Tutti e tre i romanzi sono stati trasposti in fumetti.

## Trama

### L'erede dell'Impero
Nel 9 ABY il grand'ammiraglio Thrawn, l'ultimo signore della guerra di quel che resta dell'Impero Galattico, complotta per distruggere la Nuova Repubblica. Messi gli occhi sui tesori nascosti del defunto imperatore Palpatine nel deposito del pianeta Wayland, che contiene una vasta gamma di cilindri di clonazione e uno scudo di occultamento funzionante, lui e il suo subordinato Gilad Pellaeon, capitano dello star destroyer Chimaera, chiedono l'aiuto del contrabbandiere Talon Karrde e della sua seconda in comando Mara Jade per ottenere delle creature simili a salamandre chiamate ysalamiri. Thrawn usa gli ysalamiri, che possiedono la capacità naturale di respingere la Forza, per sottomettere il guardiano del deposito Joruus C'baoth, un clone delirante di un maestro Jedi che il grand'ammiraglio aveva ucciso anni prima. C'baoth offre la sua fedeltà in cambio di due accoliti che si pieghino alla sua volontà: i figli di Dart Fener, Luke e Leila. Thrawn invia quindi alcuni dei suoi assassini noghri a catturare Luke e Leila, che è incinta di due gemelli, ma i loro tentativi falliscono ripetutamente. Dopo un ulteriore attacco sventato, i noghri si arrendono improvvisamente, dal momento che riconoscono in lei la figlia del loro salvatore Dart Fener. In seguito a un'avaria Luke è condotto alla base di Talon Karrde, che lo tiene prigioniero in attesa di capire se consegnarlo a Thrawn o meno. Il ragazzo riesce però a fuggire e sulle sue tracce si mette Mara Jade, la quale nutre un odio fuori dal comune nei suoi confronti. Dopo che i due precipitano nel bosco, sono costretti a collaborare per raggiungere la città più vicina; durante il cammino Mara gli confessa di essere stata il Braccio dell'Imperatore, una seguace al suo servizio per compiti non eseguibili pubblicamente dall'esercito, e che il suo scopo nella vita era finito con la morte del suo padrone per mano di Luke. Infine i due scampano a una guarnigione di stormtrooper grazie all'aiuto di Ian Solo, Lando Calrissian e Karrde.
Thrawn lancia la sua prima offensiva, una serie di attacchi mordi e fuggi nel territorio della Nuova Repubblica, e poi ruba alcuni veicoli di lavoro, le talpe scavatrici, dalle operazioni minerarie di Lando sul pianeta Nkllon. Avendo bisogno di navi da guerra, e con le sue tattiche precedenti che hanno costretto oltre cento navi scarsamente equipaggiate a stazionare nei cantieri Sluis Van come pianificato, Thrawn scaglia infine l'attacco: i suoi assaltatori usano gli scavatori rubati per assalire e dirottare le navi repubblicane, ma vengono ostacolati quando Lando prende il controllo dei veicoli a distanza. Il grand'ammiraglio ritira le sue forze, ma a Coruscant l'ammiraglio Ackbar viene arrestato per tradimento.

### Sfida alla Nuova Repubblica
Le forze imperiali, in ritorsione all'assalto agli stoormtrooper, occupano il pianeta Myrkr, ma Talon Karrde e Mara Jade riescono a mettersi in salvo su Rishi. Sapendo che le parti in lotta hanno disperato bisogno di armi, Karrde valuta a quale dei due contraenti offrire le coordinate della Katana, una flotta di incrociatori pesanti costruita ai tempi della Vecchia Repubblica di cui si sono perse le tracce dopo che l'equipaggio, impazzito in seguito all'intossicazione di un virus, ha compiuto il salto nell'iperspazio, e di cui lui solo conosce la posizione. Mara si offre di consegnare l'informazione a Thrawn, rivelando involontariamente la posizione di Karrde, il quale viene catturato. Intanto Ian, Chewbecca, Luke, Leila e Lando tornano su Coruscant per tentare di scagionare l'ammiraglio Ackbar dalle accuse di alto tradimento da parte del consigliere Borsk Fey'lya. Leila accompagna Khabarakh sul pianeta di origine dei noghri Honoghr, dove scopre che i noghri servono l'Impero perché venerano il suo defunto padre, Dart Fener, che credono abbia salvato il loro pianeta da un disastro ecologico. Leila dimostra loro che in realtà sono stati raggirati per tutto il tempo dall'Impero e li convince a cambiare schieramento.
Luke si reca su Wayland per incontrare il maestro Jedi C'baoth. Mara lo raggiunge per chiedere il suo aiuto nel salvare Karrde, e lei e Luke riescono infine a liberarlo dallo star destroyer di Thrawn. Scoperta la posizione della flotta Katana tramite un'altra fonte, Thrawn guida un esercito di cloni per rivendicarla, anticipando le mosse di Luke, Ian, Lando e Karrde.

### L'ultima missione
In un mese Thrawn, grazie alla flotta Katana e a un esercito di soldati clone provenienti da Wayland, lancia un'inesorabile offensiva contro la Nuova Repubblica; le forze imperiali conquistano un pianeta dopo l'altro e giungono infine a minacciare la stessa capitale galattica Coruscant. Thrawn fa disporre attorno al pianeta un campo di asteroidi occultati tramite un particolare dispositivo, bloccando così tutti i collegamenti tra esso e il resto della galassia. Intanto Leila ha dato alla luce i suoi gemelli Jaina e Jacen, e grazie all'aiuto di Mara Jade riesce a evitare un attentato ai loro danni ordito da Thrawn.
La Repubblica risponde alla minaccia muovendosi su due fronti: da un lato lancia un attacco contro i cantieri navali imperiali di Bilbringi, per tentare di catturare un dispositivo in grado di identificare gli asteroidi occultati, dall'altro invia un piccolo drappello guidato da Luke Skywalker nella roccaforte che ospita le macchine da clonazione di Thrawn su Wayland. Ottenuto l'aiuto dei noghri, il gruppo di Luke riesce a penetrare nel magazzino, ma deve fronteggiare il Jedi oscuro Joruus C'baoth e un clone di Luke al suo comando. Al termine del combattimento Mara uccide C'baoth e il clone di Luke, compiendo così in modo indiretto l'ultimo comando dell'Imperatore di uccidere Luke e liberandosi dal suo odio per lui; il gruppo distrugge poi i cilindri di clonazione. A Bilbringi intanto le navi della Repubblica si trovano circondate dalle forze imperiali, ma ottengono l'inaspettato aiuto di una coalizione di contrabbandieri radunata da Ian Solo, Chewbecca e Talon Karrde. Mentre giunge la notizia della caduta di Wayland, la guardia del corpo noghri di Thrawn, Rukh, uccide il grand'ammiraglio in modo da vendicare i soprusi subiti dal suo popolo. Con la morte di Thrawn le sorti della battaglia cambiano, e il vicecomandante Gilad Pellaeon è costretto a ordinare la ritirata delle rimanenti forze imperiali.

## Creazione e sviluppo
Tra la fine degli anni settanta e la metà degli anni ottanta Guerre stellari aveva dato vita a un discreto franchise di opere derivate, composto da serie spin-off, libri, fumetti, giochi e merchandise, gestito dalla società Lucasfilm. Ma verso la fine degli anni ottanta, con nessun nuovo film della saga in previsione che potesse espandere ulteriormente la storia e ravvivare l'attenzione del pubblico, e con la conclusione delle serie animate e delle linee di giocattoli, tutto sembrava indicare che lo sfruttamento del franchise stesse avviandosi alla sua naturale conclusione. La direttrice editoriale di Lucasfilm, Lucy Wilson, si accorse però che poteva esserci mercato per una serie letteraria ambientata nell'universo di Guerre stellari e nel 1989 concretizzò l'idea siglando un accordo per la pubblicazione di una trilogia di romanzi con Lou Aronica, il direttore di Bantam Spectra, una linea editoriale di Bantam Books che si era ritagliata un ruolo eminente nel campo della fantascienza.
Fino a quel punto all'interno dell'Universo espanso di Guerre stellari erano stati pubblicati solo gli adattamenti dei film, La gemma di Kaiburr e due trilogie incentrate sulle avventure giovanili di Ian Solo e Lando Calrissian. Wilson e Aronica avevano invece in mente un progetto editoriale di vasta portata, di qualità, coerente al suo interno, e formato da racconti ambiziosi che avrebbero portato avanti l'eredità tracciata dai film con nuove trame e materiale inedito. Bantam Spectra selezionò un ventaglio di possibili autori, tra i quali Lucasfilm scelse Timothy Zahn, poiché, a detta di Wilson, «i suoi romanzi si avvicinavano più di ogni altro a Guerre stellari». Zahn venne contattato a inizio novembre e accettò l'incarico.
Le direttive che ricevette da Lucasfilm erano che la storia si sarebbe dovuta svolgere 3-5 anni dopo la fine del Ritorno dello Jedi, i personaggi apparsi nei film non sarebbero dovuti morire e non si sarebbero potuti riutilizzare personaggi precedentemente deceduti. Zahn volle tentare un approccio diverso rispetto a quanto si era visto nei film e ideò un nuovo cattivo meno brutale e più sfumato di Dart Fener o dell'imperatore Palpatine, il grand'ammiraglio Thrawn, un brillante stratega militare alla guida dei resti dell'Impero Galattico che avrebbe messo in seria difficoltà i protagonisti Luke Skywalker, la principessa Leila, Ian Solo e la Nuova Repubblica.
Vader and the Emperor ruled by manipulation and fear, so, how about somebody who would lead through loyalty? What kind of character could inspire that type of loyalty? He needed to be a strategic and tactical genius, so that they’d know they had a good chance of winning. He cared about his troops. He was willing to accept good suggestions from subordinates. And then, finally, since we did not see a lot of aliens in the Empire, I wanted to make him a non-human, on the grounds that, if he got to be a Grand Admiral, he had to be something very special.»
Fener e l'Imperatore regnavano tramite l'inganno e la paura, così, perché non qualcuno che avrebbe comandato attraverso la lealtà? Che tipo di personaggio avrebbe potuto ispirare una simile fedeltà? Avrebbe dovuto essere un genio di strategia e di tattica, in modo tale che sapessero di avere buone possibilità di vittoria. Aveva a cuore le sue truppe. Era pronto ad accettare suggerimenti dai suoi sottoposti. Infine, dal momento che non si vedevano molti alieni nell'Impero, volevo renderlo di una specie non umana, dal momento che, se era riuscito a diventare grand'ammiraglio, doveva essere qualcuno di veramente speciale.»
(Timothy Zahn)
A completare il quadro l'autore inserì ulteriori personaggi, cercando di dare a ognuno un passato e una collocazione credibile nella galassia: Talon Karrde, un contrabbandiere e vecchia conoscenza di Ian Solo; Mara Jade, una agente di grande talento rimasta tuttavia disorientata dopo la caduta dell'Impero; e Gilad Pellaeon, un onesto e affidabile ufficiale imperiale, privo però della genialità di Thrawn. Zahn introdusse anche un senso di realismo e verosimiglianza nella tecnologia e nelle tattiche proprio della fantascienza hard, che non si era ancora visto nell'ambientazione solitamente più fantastica di Guerre stellari.
Come riferimenti Zahn utilizzò i film stessi e i manuali di Guerre stellari - Il gioco di ruolo prodotti da West End Games, che contenevano informazioni dettagliate su mezzi, tecnologie, specie e mondi, e che gli permisero di armonizzare le sue opere al resto della saga. Per il resto Lucasfilm lasciò all'autore molta libertà creativa, ma si riservò l'ultima parola su ogni scelta. Così Zahn dovette eliminare il clone malefico di Obi-Wan Kenobi e sostituirlo con un nuovo personaggio, Joruus C'baoth, o rimuovere i riferimenti ai Sith e alle guerre dei cloni perché Lucas voleva riservarsi la possibilità di esplorarli in futuri film della serie.
Il primo romanzo venne completato in sei mesi e le uscite delle tre opere furono poste a intervalli di un anno, dal 1991 al 1993. I titoli del secondo e del terzo volume furono scelti da Zahn. Per il primo l'autore avrebbe gradito Wild Card, ma questo venne scartato perché troppo simile a quello della serie Wild Cards della stessa Bantam. Anche il titolo alternativo The Emperor's Hand fu respinto, e infine si scelse Heir to the Empire, che era stato proposto da Lou Aronica. In origine la serie non aveva un titolo ufficiale, ma dal 1996 si affermò l'uso di trilogia di Thrawn (Thrawn trilogy) per riferirsi a essa. I disegni per le copertine furono realizzati da Tom Jung, che aveva ideato anche le locandine dei film, conferendo un senso di continuità e autenticità alla trilogia come diretta prosecuzione della serie cinematografica.

## Pubblicazione
L'edizione originale in inglese della trilogia è stata pubblicata dal 1991 al 1993 da Bantam Spectra ed è composta da:
- Heir to the Empire (1991)
- Dark Force Rising (1992)
- The Last Command (1993)

Nel 2011 Del Rey Books ha ripubblicato il primo romanzo della serie nell'edizione Heir to the Empire: The 20th Anniversary Edition, che comprendeva un'introduzione e note di Timothy Zahn, commenti da parte di Lucasfilm e dell'editore e Crisis of Faith, un racconto inedito di Zahn incentrato su Thrawn.
I libri sono stati tradotti in ungherese, francese, tedesco, spagnolo, italiano, olandese e portoghese. La prima edizione italiana è stata edita da Sperling & Kupfer e tradotta da Anna Maria Biavasco e Valentina Guani:
- L'erede dell'Impero (1993)
- Sfida alla Nuova Repubblica (1994)
- L'ultima missione (1995)

Nel 2013 e 2013 Multiplayer Edizioni ne ha pubblicato una nuova edizione con traduzione di Virginia Petrarca, contenente anche il racconto originale Crisi della fede, oltre all'introduzione e le note dell'autore.

## Accoglienza
Tutti e tre i libri entrarono nella New York Times Best Seller list, con L'erede dell'Impero che ne occupò anche la prima posizione per una settimana dal 30 giugno 1991. La trilogia vendette un totale di 15 milioni di copie.
La serie si rivelò un successo inaspettato e venne definita "influente, molto amata e rivoluzionaria". I sostenitori la ritennero una degna prosecuzione della serie cinematografica, ben scritta e avvincente. Inoltre ebbe il merito di aggiungere un maggiore livello di complessità all'universo di Guerre stellari. Gettò le basi per un nuovo filone narrativo in cui la Morte Nera e l'Imperatore sono sì distrutti, ma i suoi seguaci sono ancora liberi di agire, mettendo in difficoltà l'Alleanza Ribelle e la nascente Nuova Repubblica, che sono delle istituzioni ancora giovani e instabili, e allargando così il tema del franchise a una più vasta e sfaccettata situazione politica.
Katharine Trendacosta di Gizmodo argomentò che i libri sono delle "mirabili costruzioni di trama e personaggi", in cui ogni parte è legata e funzionale alle altre e in cui emerge tutta l'abilità e il coraggio di Zahn nel creare dei personaggi accattivanti, credibili e sfumati, come i politici della Nuova Repubblica o i militari dei resti dell'Impero, che aggiungono spessore alle loro rispettive fazioni, o i nuovi personaggi di Thrawn, Talon Karrde e Mara Jade, su cui si basa una buona parte della storia. Apprezzamenti simili provennero da Ryan Britt di Tor.com, che lodò la caratterizzazione dei vecchi personaggi, che pur rimanendo pienamente in parte sono delle figure più complesse e sfumate, alle prese con questioni personali e non solo funzionali al loro ruolo nella storia, rispetto alle loro controparti cinematografiche, oltre all'intuizione di Zahn nell'introdurre nuovi personaggi, "dinamici", "pienamente formati e interessanti", ad affiancarli o contrastarli, apprezzando in particolare il personaggio di Mara Jade per aver aumentato la copertura dei personaggi femminili nel franchise e per non aderire al frequente stereotipo della damigella in pericolo.
Altre opinioni furono più critiche. Jonathan Hicks di Lightsabre lamentò nei romanzi la banalizzazione della Forza, la scarsa presenza di personaggi fondamentali come i droidi, e i continui rimandi a eventi e citazioni dei film originari. John Lawson scrisse sullo School Library Journal che era una serie non al livello delle opere migliori di Zahn, seppur ben scritta e raccomandata per lettori giovani; mentre Trendacosta ritenne ridicoli alcuni concetti, come gli ysalamiri, i cloni e i noghri, e nomi.
Con L'erede dell'Impero Zahn compì una virata verso la fantascienza più classica e rigorosa rispetto al fantasy epico-spaziale su cui i film di Guerre stellari si erano mantenuti. Inoltre l'inclusione nella trilogia di materiale supplementare proveniente da Guerre stellari - Il gioco di ruolo segnò l'inizio di un senso di unità tra i diversi prodotti di Guerre stellari, creando un universo condiviso più credibile.
I libri sono considerati tra i migliori prodotti dell'Universo espanso. Ad agosto 2011 la trilogia venne votata nella top 100 dei migliori libri fantasy e di fantascienza selezionata dal pubblico della National Public Radio, piazzandosi in 88ª posizione.

## Impatto culturale
La trilogia di Thrawn è ritenuta l'opera che rivitalizzò il franchise di Guerre stellari. Il suo successo in un periodo di apparente declino per la serie mostrò che c'era un pubblico ancora interessato a ulteriori opere su di essa, spronando la casa editrice Bantam e Lucasfilm a commissionare numerosi altri libri negli anni a venire e dando avvio all'Universo espanso, una narrativa vasta, coordinata e crossmediale composta da serie tv, libri, fumetti e giochi ambientati nella galassia di Guerre stellari. I libri permisero a Lucasfilm, che fino a quel momento si era indirizzata prevalentemente a un mercato di nicchia di appassionati di fumetti e giochi di ruolo, di approdare anche con il comparto non cinematografico al grande pubblico mainstream. Inoltre, la risposta positiva alla trilogia e al conseguente rilancio del franchise fu apparentemente un fattore decisivo nel convincere George Lucas a creare la trilogia prequel. Zahn però non volle mai prendersi troppi meriti e sostenne che il suo ruolo fu solo strumentale:
(Timothy Zahn)
In ogni caso con la trilogia l'autore si ritrovò a fare «delle scelte chiave per la direzione nella quale il franchise si sarebbe sviluppato», scelte che definirono un modello per tutta la letteratura di Guerre stellari a seguire, e che influenzarono autori e opere mostrando loro tutte le possibilità creative del franchise. Anche i personaggi creati per la serie, Thrawn, Mara Jade, Talon Karrde e i figli di Ian e Leila, Jacen e Jaina Solo, divennero delle figure ricorrenti nelle narrazioni dell'Universo espanso.
Qualche anno più tardi Zahn scrisse la duologia sequel La mano di Thrawn, composta da Spettro del passato (Specter of the Past, 1997) e Visione del futuro (Vision of the Future, 1998). Inoltre approfondì il personaggio e il passato di Thrawn nei romanzi Survivor's Quest (2004) e Outbound Flight (2006).
Alcuni dei concetti introdotti nella trilogia entrarono poi a far parte del canone. È il caso della capitale galattica, che venne chiamata da Lucas "Coruscant", come nei libri, nella trilogia prequel. Anche il personaggio di Thrawn venne ripreso nella nuova continuity seguente al 2014, quando fu incluso nella terza stagione della serie animata Star Wars Rebels. Zahn tornò per scrivere una nuova trilogia incentrata sul personaggio: Star Wars: Thrawn (2017-2019), seguita dalla trilogia prequel Thrawn - L'Ascendenza (2020-).

## Opere derivate
I tre romanzi sono stati pubblicati anche come audiolibri. La prima edizione riassunta è stata edita da Random House Audio in audiocassetta: Heir to the Empire è stato letto da Denis Lawson, l'attore che aveva interpretato Wedge Antilles nei film della trilogia originale, e pubblicato il 1º maggio 1991; Dark Force Rising e The Last Command sono stati registrati da Anthony Daniels, l'interprete di C-3PO, e sono usciti rispettivamente il 1º maggio 1992 e il 1º aprile 1993. In occasione del ventesimo anniversario de L'erede dell'Impero, è stata realizzata una nuova versione integrale degli audiolibri, narrata da Marc Thompson e distribuita digitalmente tra il 2011 e il 2012.
Tutti e tre i romanzi vennero adattati in miniserie a fumetti, scritte da Mike Baron e pubblicate da Dark Horse Comics tra il 1995 e il 1998. Ogni serie composta da sei numeri. L'erede dell'Impero venne disegnato da Olivier Vatine, inchiostrato da Fred Blanchard e colorato da Isabelle Rabarot; Sfida alla Nuova Repubblica fu disegnato da Terry Dodson, inchiostrato da Kevin Nowlan e colorato da Pamela Rambo; e L'ultima missione vide Edvin Biuković ai disegni e all'inchiostrazione e Pamela Rambo ai colori. Le tre miniserie vennero ristampate in volumi unici tascabili rispettivamente nel settembre 1996, febbraio 1998 e giugno 1999, e in un'edizione omnibus nel dicembre 2009. Magic Press pubblicò una prima edizione in italiano dei fumetti in tre volumi a partire dal 1997. Questi furono poi riediti da Panini Comics all'interno della collana Star Wars Legends
Da ogni romanzo West End Games trasse un manuale per Guerre stellari - Il gioco di ruolo, i primi due nel 1992 e l'ultimo nel 1994. I tre volumi vennero poi raccolti in uno, intitolato The Thrawn Trilogy Sourcebook, nel 1996, in occasione dell'uscita della seconda edizione del gioco di ruolo.